# ケイト・スミス

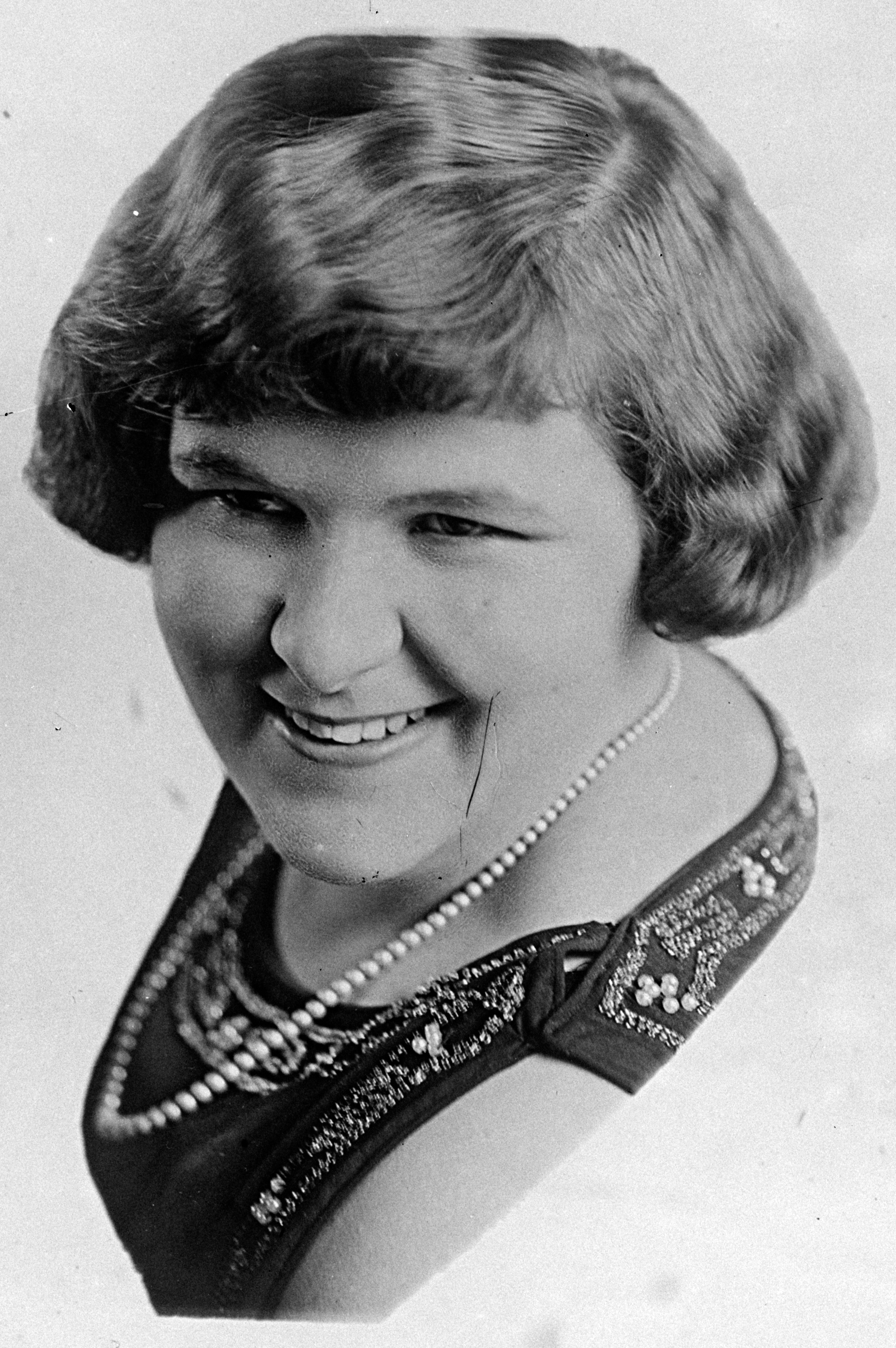
ケイト・スミス

ケイト・スミス（Kate Smith, 1907年5月1日 - 1986年5月1日）は、アメリカ合衆国の歌手。アメリカ合衆国のワシントンD.C.に生まれ、幼い時より歌手となりラジオを中心に人気となる。

## 経歴
1930年代、CBSラジオの番組を持つ。「ハローみなさん」で呼びかけてケイトが歌を歌う番組である。伴奏はミラー楽団が行った。また、1938年に「ゴッド・ブレス・アメリカ」を歌ったことでこの歌を全米に広げた。第二次世界大戦では、慰問歌手として戦場のアメリカ兵に歌いかけた。
NHLのフィラデルフィア・フライヤーズのホームゲームで、試合開始前にゴッド・ブレス・アメリカを歌っており、彼女が歌った試合ではフライヤーズは19勝1敗1分、1974年にスタンレー・カップ優勝が決まった試合でも歌っている。
ふくよかで愛嬌のある風貌で往年のアメリカ人にとって人気のあった歌手である。「南部の歌う鳥」との愛称もある。
1986年5月1日、フロリダ州ノースカロライナで79歳で死去。

### 戦時国債募集のマラソン放送
第二次世界大戦の勃発後、ケイトは愛国公債を募集するためCBSラジオで朝8時から翌朝2時まで18時間にわたってマラソン放送を行い、1億700万ドル相当を売り上げた。この放送による終戦までの国債販売額は6億ドルにも達している。
このラジオ放送はアメリカ財務省が各戸に送付したパンフレットと比べると圧倒的な成果であった。そのため社会心理学者の関心を呼び、その行動原理がロバート・キング・マートンらによって分析が行われ、1946年に発表された。
- 人々は放送が終わるまでスイッチを切らず、あるいは他の局に変えることなく、耳を傾け続けた[3]
- 犠牲をテーマにしたアピールが戦場の兵士の身体的犠牲に対して罪悪感を起こし、公債購入によって償うメカニズムを生み出した[4]

彼女が国債を売るために喋った内容は海外派兵の引き揚げなど経済学、社会科学的観点からは見合わないものだったが、息子を兵士として戦地に送った母親たちの不安と結びつく内容だったという。思想家の鶴見俊輔は、この放送を『24時間テレビ』の元祖的な存在と見なした。